# Campionati europei di badminton 1972
I Campionati europei di badminton 1972 si sono svolti a Karlskrona, in Svezia. È stata la 3ª edizione del torneo dalla Badminton Europe.

## Podi
| Evento              | Oro                        | Argento                             | Bronzo                          |
| Singolare maschile  | Wolfgang Bochow            | Klaus Kaagaard                      | Ray Stevens                     |
| Singolare maschile  | Wolfgang Bochow            | Klaus Kaagaard                      | Flemming Delfs                  |
| Singolare femminile | Margaret Beck              | Gillian Gilks                       | Eva Twedberg                    |
| Singolare femminile | Margaret Beck              | Gillian Gilks                       | Joke van Beusekom               |
| Doppio maschile     | Willi Braun Roland Maywald | Derek Talbot Elliot Stuart          | Erland Kops Elo Hansen          |
| Doppio maschile     | Willi Braun Roland Maywald | Derek Talbot Elliot Stuart          | Wolfgang Bochow Gerhard Kucki   |
| Doppio femminile    | Gillian Gilks Judy Hashman | Margaret Beck Julie Rickard         | Anne Flindt Pernille Kaagaard   |
| Doppio femminile    | Gillian Gilks Judy Hashman | Margaret Beck Julie Rickard         | Annie Bøg Jørgensen Lene Køppen |
| Doppio misto        | Derek Talbot Gillian Gilks | Wolfgang Bochow Marieluise Wackerow | Roland Maywald Brigitte Steden  |
| Doppio misto        | Derek Talbot Gillian Gilks | Wolfgang Bochow Marieluise Wackerow | Gert Perneklo Eva Twedberg      |
| Gara a Squadre      | Inghilterra                | Danimarca                           | Germania Ovest                  |

## Medagliere
| Pos.   | Paese          | Oro | Argento | Bronzo | Totale |
| ------ | -------------- | --- | ------- | ------ | ------ |
| 1      | Inghilterra    | 4   | 3       | 1      | 8      |
| 2      | Germania Ovest | 2   | 1       | 3      | 6      |
| 3      | Danimarca      | 0   | 2       | 4      | 6      |
| 4      | Svezia         | 0   | 0       | 2      | 2      |
| 5      | Paesi Bassi    | 0   | 0       | 1      | 1      |
| Totale | Totale         | 6   | 6       | 11     | 23     |